# فرنسوا سونكن
فرنسوا سونكن (بالفرنسية: François Sonkin)‏ الاسم المستعار لرولاند سوكن، ولد في 14 يوليو 1922، وهو طبيب وكاتب فرنسي. حصل على جائزة فيمينا الأدبية عام 1978.